# Manuel Maria de Llança i Pignatelli d'Aragona
Manuel Maria de Llança i Pignatelli d'Aragona (castellà: Manuel María Llanza y Pignatelli)  (Barcelona, 28 de gener de 1858 - Barcelona, 18 de juliol de 1927) fou un aristòcrata i polític espanyol, desè duc de Solferino, marquès de Coscojuela i Baró d'Alcázar. Fou diputat i senador durant la restauració borbònica.
Era fill de Benet de Llança i d'Esquivel i de María de la Concepción Pignatelli de Aragón y Belloni, Marquesa de Mora. Fou elegit diputat de la Comunió Tradicionalista pel districte de Vic a les eleccions generals espanyoles de 1891. El 1893-1894 fou nomenat senador per dret propi i vitalici fins a la seva mort.